# نجمة (رواية)
نجمة هي رواية للكاتب ياسين صدرت عام 1956. يحكي قصة أربعة شبان (مصطفى، لخضر، رشيد، مراد) يقعون في حب نجمة، ابنة جزائرية من أصول فرنسية، أثناء الاستعمار الفرنسي للجزائر. تقع أحداث الرواية في شرق الجزائر، وتقع معظم الأحداث في المنطقة المحيطة بقسنطينة وعنابة (المشار إليها باسمها الفرنسي بون في النص).

## الملخص
على الرغم من نشرها في عام 1956، أي خلال حرب الاستقلال الجزائرية التي بدأت في نوفمبر 1954، فقد تمت كتابتها إلى حد كبير بين عامي 1947 و1953، وينطبق البعد السياسي للرواية على وجه التحديد على هذه الفترة وليس على الحرب نفسها. تدور الأحداث المركزية في الرواية خلال الفترة التي أعقبت المظاهرات الوطنية في 8 مايو 1945، والتي تضمنت مذبحة سطيف. اثنان من شخصيات الرواية، الأخضر ومصطفى، اعتقلا وعذبا في أعقاب هذه المظاهرات. تبدأ الرواية في أعقاب فترة الاضطرابات التي أعقبت المظاهرات. وجدت الشخصيات الأربعة عملاً في موقع بناء، وسجن أحدهم، وهو الأخضر، بعد مشاجرة مع رئيسهم (الفرنسي) م. إرنست - وهي مشاجرة ترجع، مع ذلك، إلى البنية الزمنية المعقدة للقصة. بعد ذلك بوقت قصير، وفي الجزء الأول من الرواية، يتورط أحد الشخصيات الأخرى، وهو مراد، في شجار في حفل زفاف مما يؤدي إلى كونه مسؤولاً عن وفاة السيد ريكارد، وهو رجل أعمال فرنسي آخر. يتسبب هذا الحدث في تشتت الشخصيات الأخرى، ومن هذه النقطة يتغير أسلوب الرواية ويبدأ في إعادة سرد تاريخهم المنفصل، والقفز بشكل كبير في التسلسل الزمني.
كل شخصية من الشخصيات الذكورية الأربعة لها صلة بنجمة، وتنجذب إليها، وهي في نفس عمر الشخصيات الذكورية ولكنها متزوجة بالفعل (لسوء الحظ). على الرغم من أنها مبنية على شخص حقيقي، كان ياسين على علاقة به، إلا أن نجمة يُعرفها انها الجزائر، "المرأة الوطن". تستحضر الرواية أيضًا تاريخ قبيلة الشخصيات، قبيلة كبلوت، ومقاومة عبد القادر الجزائري الأصلية للاستعمار الفرنسي.

## أسلوب الكتابة
تتجنب نجمة إلى حد كبير الأسلوب "الواقعي" البسيط، وتكتب بلغة فرنسية متطورة للغاية والتي تتحول أحيانًا إلى شعر، وقد تمت مقارنة نجمة من الناحية الأسلوبية بالأعمال الفرنسية المعاصرة في الفترة الرومانية الحديثة، على الرغم من أن تشارلز بون لاحظ أن ويليام فولكنر كان له تأثير أكبر بكثير. على ياسين أكثر من أي من الكتاب الرومان الجدد. واعتبرت أيضًا كرد على رواية ألبير كامو الشهيرة الغريب والتي تتمحور حول القتل غير العقلاني على ما يبدو لعربي جزائري على يد مستوطن فرنسي (الأقدام السوداء).